# Гілверсюм

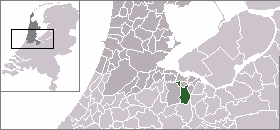
Розташування громади Гілверсюм на карті Нідерландів

Гілверсюм (нід. Hilversum, МФА: [ɦɪlvərsʏm]) — громада та місто у Нідерландах, на сході провінції Північна Голландія, у місцевості Ет-Гой (нід. Het Gooi). Станом на листопад 2018 року кількість населення становила 90 261 осіб. На території громади розташована перша телевізійна станція країни — Nederland 1.

## Географія
Гілверсюм лежить у піщаній, горбистій частині Ет-Гой, серед вересових пусток. Станція Гілверсюм розташована на залізничній гілці Амстердам — аеропорт Схіпгол — Амерсфорт, від якої тут відгалужується гілка на Утрехт. Крім центральної станції (нід. Hilversum (Centraal)), у межах міста розташовані також платформи Гілверсюм Норд (нід. Hilversum Noord) і Гілверсюм Спортпарк (нід. Hilversum Sportpark). Місто лежить поблизу перетину Емнес (нід. Eemnes) автострад А1 і А27.

## Адміністративний устрій
Гілверсюм складається з 15 районів: Centrum, Trompenberg, Boomberg, Nimrodpark, Hilversum-Noord (часто просто називається «За залізницею» та включає De Lieberg, Erfgooiersbuurt, Wetenschapsbuurt, Astronomische buurt), de Kerkelanden/Zeverijn, Hilversum-Zuid, Bloemenbuurt, de Schrijversbuurt, de Schildersbuurt, de Indische buurt, De Hoorneboeg, Crailo, Van Riebeeckkwartier та Hilversumse Meent. На південному заході розташовані (озерний) порт та аеродром, біля нього колишня тренувальна база Військово-Морського флоту, зараз передана медичним військам.

## Міський герб
На гербі Гілверсюма зображено чотири золоті гречані зерна на синьому тлі. Найстаріша з відомих версій герба містила також корону у верхній частині, але 1817 корона була офіційно прибрана з герба. Походження герба невідомо, але вже у XVII столітті він використовувався. Вже у XVI столітті гречка була однією з найважливіших культур в околицях Гілверсюма.

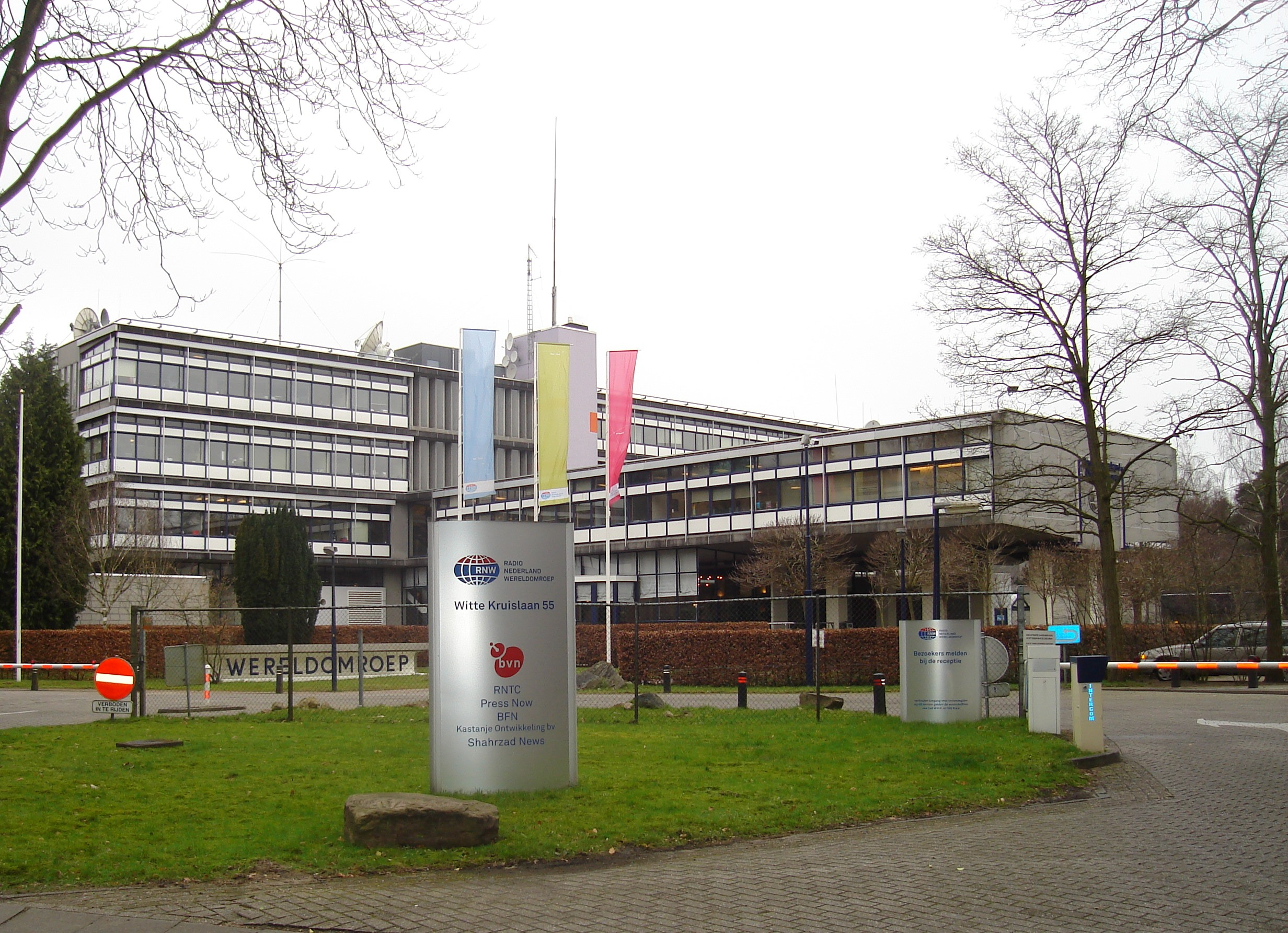
Гілверсюм, будівля Міжнародного Радіо Нідерландів